# Copa Pan-Americana de Voleibol Masculino de 2010
A Copa Pan-Americana de Voleibol Masculino de 2010 foi a 5ª edição deste torneio organizado pela Confederação da América do Norte, Central e Caribe de Voleibol (NORCECA) em parceria com a Confederação Sul-Americana de Voleibol (CSV), realizado no período de 24 a 29 de maio, com as partidas realizadas no Coliseu Roberto Clemente, na cidade de San Juan, em Porto Rico. Foi a primeira edição a contar com a presença de seleções de seleções sul-americanas.
A seleção dos Estados Unidos conquistou seu quarto título da competição ao vencer na final única a seleção da Argentina. O ponteiro norte-americano Jayson Jablonsky foi eleito o melhor jogador do torneio.

## Seleções participantes
| Grupo                | Equipe    | Última aparição |
| A                    |           |                 |
| -------------------- | --------- | --------------- |
| A                    | Brasil    | Estreante       |
| A                    | Canadá    | 2009            |
| A                    | Colômbia  | Estreante       |
| B                    |           |                 |
| Estados Unidos       | 2009      |                 |
| México               | 2009      |                 |
| Porto Rico           | 2009      |                 |
| C                    |           |                 |
| Argentina            | Estreante |                 |
| República Dominicana | 2009      |                 |
| Venezuela            | Estreante |                 |

## Formato da disputa
O torneio foi dividido em duas fases: fase classificatória e fase final.

## Fase classificatória

### Grupo A
|     |          |     | Jogos | Jogos | Jogos | Resultados | Resultados | Resultados | Resultados | Resultados | Resultados | Sets | Sets | Sets  | Pontos | Pontos | Pontos |
| Pos | Equipe   | Pts | T     | V     | D     | 3–0        | 3–1        | 3–2        | 2–3        | 1–3        | 0–3        | V    | P    | R     | V      | P      | R      |
| --- | -------- | --- | ----- | ----- | ----- | ---------- | ---------- | ---------- | ---------- | ---------- | ---------- | ---- | ---- | ----- | ------ | ------ | ------ |
| 1   | Brasil   | 4   | 2     | 2     | 0     | 0          | 1          | 1          | 0          | 0          | 0          | 6    | 3    | 2.000 | 200    | 181    | 1.105  |
| 2   | Canadá   | 3   | 2     | 1     | 1     | 1          | 0          | 0          | 1          | 0          | 0          | 5    | 3    | 1.667 | 311    | 157    | 1.981  |
| 3   | Colômbia | 2   | 2     | 0     | 2     | 0          | 0          | 0          | 0          | 1          | 1          | 1    | 6    | 0.167 | 136    | 177    | 0.768  |

Resultados
| Data   | Hora  |          | Placar |          | Set 1 | Set 2 | Set 3 | Set 4 | Set 5 | Total   | Relatório |
| ------ | ----- | -------- | ------ | -------- | ----- | ----- | ----- | ----- | ----- | ------- | --------- |
| 24 mai | 16:00 | Brasil   | 3–1    | Colômbia | 25–17 | 25–14 | 24–26 | 25–23 |       | 99–80   | P2 P3     |
| 25 mai | 19:02 | Canadá   | 2–3    | Brasil   | 25–16 | 25–20 | 20–25 | 23–25 | 8–15  | 101–101 | P2 P3     |
| 26 mai | 16:00 | Colômbia | 0–3    | Canadá   | 26–28 | 16–25 | 14–25 |       |       | 56–78   | P2 P3     |

### Grupo B
|     |                |     | Jogos | Jogos | Jogos | Resultados | Resultados | Resultados | Resultados | Resultados | Resultados | Sets | Sets | Sets  | Pontos | Pontos | Pontos |
| Pos | Equipe         | Pts | T     | V     | D     | 3–0        | 3–1        | 3–2        | 2–3        | 1–3        | 0–3        | V    | P    | R     | V      | P      | R      |
| --- | -------------- | --- | ----- | ----- | ----- | ---------- | ---------- | ---------- | ---------- | ---------- | ---------- | ---- | ---- | ----- | ------ | ------ | ------ |
| 1   | Estados Unidos | 4   | 2     | 2     | 0     | 0          | 1          | 1          | 0          | 0          | 0          | 6    | 3    | 2.000 | 204    | 188    | 1.085  |
| 2   | Porto Rico     | 3   | 2     | 1     | 1     | 0          | 1          | 0          | 0          | 1          | 0          | 4    | 4    | 1.000 | 181    | 180    | 1.006  |
| 3   | México         | 2   | 2     | 0     | 2     | 0          | 0          | 0          | 1          | 1          | 0          | 3    | 6    | 0.500 | 189    | 206    | 0.917  |

Resultados
| Data   | Hora  |                | Placar |                | Set 1 | Set 2 | Set 3 | Set 4 | Set 5 | Total   | Relatório |
| ------ | ----- | -------------- | ------ | -------------- | ----- | ----- | ----- | ----- | ----- | ------- | --------- |
| 24 mai | 22:18 | Porto Rico     | 3–1    | México         | 25–20 | 21–25 | 25–23 | 25–18 |       | 96–86   | P2 P3     |
| 25 mai | 22:09 | México         | 2–3    | Estados Unidos | 25–19 | 23–25 | 18–25 | 28–26 | 9–15  | 103–110 | P2 P3     |
| 26 mai | 21:05 | Estados Unidos | 3–1    | Porto Rico     | 19–25 | 25–19 | 25–18 | 25–23 |       | 94–85   | P2 P3     |

### Grupo C
|     |                      |     | Jogos | Jogos | Jogos | Resultados | Resultados | Resultados | Resultados | Resultados | Resultados | Sets | Sets | Sets  | Pontos | Pontos | Pontos |
| Pos | Equipe               | Pts | T     | V     | D     | 3–0        | 3–1        | 3–2        | 2–3        | 1–3        | 0–3        | V    | P    | R     | V      | P      | R      |
| --- | -------------------- | --- | ----- | ----- | ----- | ---------- | ---------- | ---------- | ---------- | ---------- | ---------- | ---- | ---- | ----- | ------ | ------ | ------ |
| 1   | Argentina            | 4   | 2     | 2     | 0     | 2          | 0          | 0          | 0          | 0          | 0          | 6    | 0    | MAX   | 151    | 119    | 1.269  |
| 2   | República Dominicana | 3   | 2     | 1     | 1     | 1          | 0          | 0          | 0          | 0          | 1          | 3    | 3    | 1.000 | 140    | 130    | 1.077  |
| 3   | Venezuela            | 2   | 2     | 0     | 2     | 0          | 0          | 0          | 0          | 0          | 2          | 0    | 6    | 0.000 | 108    | 150    | 0.720  |

Resultados
| Data   | Hora  |                      | Placar |                      | Set 1 | Set 2 | Set 3 | Set 4 | Set 5 | Total | Relatório |
| ------ | ----- | -------------------- | ------ | -------------------- | ----- | ----- | ----- | ----- | ----- | ----- | --------- |
| 24 mai | 19:00 | República Dominicana | 0–3    | Argentina            | 19–25 | 24–26 | 22–25 |       |       | 65–76 | P2 P3     |
| 25 mai | 16:00 | Argentina            | 3–0    | Venezuela            | 25–13 | 25–19 | 25–22 |       |       | 75–54 | P2 P3     |
| 26 mai | 19:00 | Venezuela            | 0–3    | República Dominicana | 18–25 | 17–25 | 19–25 |       |       | 54–75 | P2 P3     |

## Fase final

### Chaveamento
|  | Quartas de final     | Quartas de final |                |   | Semifinais | Semifinais     |                |  | Final | Final |
|  |                      |                  |                |   |            |                |                |  |       |       |
|  |                      |                  |                |   |            |                |                |  |       |       |
|  |                      |                  |                |   |            |                |                |  |       |       |
|  |                      |                  |                |   |            |                |                |  |       |       |
|  |                      |                  |                |   |            |                |                |  |       |       |
|  |                      |                  |                |   |            |                |                |  |       |       |
|  | Estados Unidos       | 3                |                |   |            |                |                |  |       |       |
|  | Estados Unidos       | 3                |                |   |            |                |                |  |       |       |
|  |                      |                  | Brasil         | 0 |            |                |                |  |       |       |
|  | Estados Unidos       | 3                | Brasil         | 0 |            |                |                |  |       |       |
|  | Estados Unidos       | 3                |                |   |            |                |                |  |       |       |
|  | República Dominicana | 0                |                |   |            |                |                |  |       |       |
|  | República Dominicana | 0                | Estados Unidos | 3 |            |                |                |  |       |       |
|  |                      |                  | Estados Unidos | 3 |            |                |                |  |       |       |
|  |                      | Argentina        | 0              |   |            |                |                |  |       |       |
|  |                      | Argentina        | 0              |   |            |                |                |  |       |       |
|  |                      |                  |                |   |            |                |                |  |       |       |
|  |                      |                  |                |   |            |                |                |  |       |       |
|  | Porto Rico           | 2                |                |   |            |                |                |  |       |       |
|  | Porto Rico           | 2                |                |   |            |                |                |  |       |       |
|  |                      |                  | Argentina      | 3 |            | Terceiro lugar | Terceiro lugar |  |       |       |
|  | Canadá               | 2                | Argentina      | 3 |            | Terceiro lugar | Terceiro lugar |  |       |       |
|  | Canadá               | 2                |                |   |            |                |                |  |       |       |
|  | Porto Rico           | 3                |                |   |            |                |                |  |       |       |
|  | Porto Rico           | 3                | Brasil         | 1 |            |                |                |  |       |       |
|  |                      |                  |                |   |            |                |                |  |       |       |
|  | Porto Rico           | 3                |                |   |            |                |                |  |       |       |
|  | Porto Rico           | 3                |                |   |            |                |                |  |       |       |

### 7º – 9º lugares
| Data   | Hora  |           | Placar |          | Set 1 | Set 2 | Set 3 | Set 4 | Set 5 | Total   | Relatório |
| ------ | ----- | --------- | ------ | -------- | ----- | ----- | ----- | ----- | ----- | ------- | --------- |
| 27 mai | 16:00 | Venezuela | 2–3    | Colômbia | 22–25 | 25–19 | 25–21 | 21–25 | 15–17 | 108–107 | P2 P3     |

### Quartas de final
| Data   | Hora  |                | Placar |                      | Set 1 | Set 2 | Set 3 | Set 4 | Set 5 | Total   | Relatório |
| ------ | ----- | -------------- | ------ | -------------------- | ----- | ----- | ----- | ----- | ----- | ------- | --------- |
| 27 mai | 19:04 | Estados Unidos | 3–0    | República Dominicana | 25–14 | 25–18 | 25–18 |       |       | 75–50   | P2 P3     |
| 27 mai | 21:32 | Canadá         | 2–3    | Porto Rico           | 23–25 | 25–17 | 22–25 | 30–28 | 14–16 | 114–111 | P2 P3     |

### Semifinais
| Data   | Hora  |                | Placar |           | Set 1 | Set 2 | Set 3 | Set 4 | Set 5 | Total   | Relatório |
| ------ | ----- | -------------- | ------ | --------- | ----- | ----- | ----- | ----- | ----- | ------- | --------- |
| 28 mai | 18:40 | Estados Unidos | 3–0    | Brasil    | 26–24 | 26–24 | 25–18 |       |       | 77–66   | P2 P3     |
| 28 mai | 20:56 | Porto Rico     | 2–3    | Argentina | 29–27 | 25–23 | 20–25 | 22–25 | 10–15 | 106–115 | P2 P3     |

### Sétimo lugar
| Data   | Hora  |        | Placar |          | Set 1 | Set 2 | Set 3 | Set 4 | Set 5 | Total | Relatório |
| ------ | ----- | ------ | ------ | -------- | ----- | ----- | ----- | ----- | ----- | ----- | --------- |
| 28 mai | 16:02 | México | 3–1    | Colômbia | 25–19 | 23–25 | 25–15 | 25–20 |       | 98–79 | P2 P3     |

### Quinto lugar
| Data   | Hora  |                      | Placar |        | Set 1 | Set 2 | Set 3 | Set 4 | Set 5 | Total | Relatório |
| ------ | ----- | -------------------- | ------ | ------ | ----- | ----- | ----- | ----- | ----- | ----- | --------- |
| 29 mai | 16:00 | República Dominicana | 0–3    | Canadá | 15–25 | 26–28 | 10–25 |       |       | 51–78 | P2 P3     |

### Terceiro lugar
| Data   | Hora  |        | Placar |            | Set 1 | Set 2 | Set 3 | Set 4 | Set 5 | Total | Relatório |
| ------ | ----- | ------ | ------ | ---------- | ----- | ----- | ----- | ----- | ----- | ----- | --------- |
| 29 mai | 18:30 | Brasil | 1–3    | Porto Rico | 18–25 | 17–25 | 25–16 | 17–25 |       | 77–91 | P2 P3     |

### Final
| Data   | Hora  |                | Placar |           | Set 1 | Set 2 | Set 3 | Set 4 | Set 5 | Total | Relatório |
| ------ | ----- | -------------- | ------ | --------- | ----- | ----- | ----- | ----- | ----- | ----- | --------- |
| 29 mai | 21:10 | Estados Unidos | 3–0    | Argentina | 25–23 | 25–21 | 30–28 |       |       | 80–72 | P2 P3     |

## Classificação final
| Pos | Equipe               |
| --- | -------------------- |
| 1   | Estados Unidos       |
| 2   | Argentina            |
| 3   | Porto Rico           |
| 4   | Brasil               |
| 5   | Canadá               |
| 6   | República Dominicana |
| 7   | México               |
| 8   | Colômbia             |
| 9   | Venezuela            |

## Premiações
| Copa Pan-Americana de 2010         |
| Estados Unidos                     |
| ---------------------------------- |
| Estados Unidos Campeão (4º título) |

### Individuais
Os atletas que se destacaram individualmente foramː
| - Most Valuable Player (MVP) Jayson Jablonsky - Maior pontuador Victor Rivera - Melhor ataque Jayson Jablonsky - Melhor saque Mariano Giustiniano - Melhor bloqueador Gustavo Bonatto | - Melhor defesa Mario Becerra - Melhores levantador Pedro Rangel - Melhor recepção Gregory Berrios - Melhor líbero Gregory Berrios |